# Patrick Ciorcilă
 Patrick Ciorcilă  (Cluj-Napoca, Rumanía, 2 de septiembre de 1996) es un tenista profesional rumano.

## Carrera
Su mejor ranking individual es el Nº 534  alcanzado el 17 de marzo de 2014, mientras que en dobles logró la posición 1035 el 29 de julio de 2013.
No ha logrado hasta el momento títulos de la categoría ATP ni de la ATP Challenger Tour, aunque sí ha obtenido varios títulos Futures tanto en individuales como en dobles.